# 绦形鞭带吸虫
绦形鞭带吸虫（学名：Himasthla rhigedana）为棘口科鞭带属的动物。分布于斯里兰卡、非洲、埃及以及中国大陆的福建等地，营寄生生活，终末宿主黑腹滨鹬、白腰杓鹬、小燕鸥等以及寄生于肠。